# 7177 Melvyntaylor
A 7177 Melvyntaylor a Naprendszer kisbolygóövében található aszteroida. Robert H. McNaught fedezte fel 1990. október 9-én.